# Клаус Цох
Кла́ус Цох (нім. Klaus Zoch; нар. 30 квітня 1953, Целль-ам-Гармерсбах) — німецький автор настільних ігор та підприємець. Він є співзасновником видавництв настільних ігор Zoch Verlag, HUCH! (раніше HUCH! & friends) та інших невеликих видавництв, а також співзасновником торгової компанії Hutter Trade. Його ігри були відзначені, серед іншого, нагородами Kinderspiel des Jahres та Deutscher Kinderspiele Preis.

## Життєпис
Клаус Цох виріс у Горнбергзі та у 1972 році склав іспити на атестат зрілості в Гаузаху. Після проходження альтернативної цивільної служби Цох з 1974 року вивчав фізику у Фрайбурзі, але у 1982 році залишив навчання. Згодом він працював в екомагазині та аукціонному домі. З 1984 року він почав більше цікавитися іграми, а з 1985 року — розробляти власні.
У 1987 році разом зі своїм шкільним товаришем Альбрехтом Верштайном він заснував Zoch Verlag і став професійним розробником та виробником ігор. У перший рік існування Zoch-Verlag вийшли його ігри Bausack, Mäusefest (Мишачий фестиваль) та Schneckenrennen (Равликові перегони).
У 1988 році Цох переїхав до Франції у Вогези. У 1993 році видавництво Zoch було перетворено на GmbH, і Клаус Цох придбав фермерський будинок у Клефсі (Франція), де у 1999 році заснував компанію Jeux des Clefcy. У 2004 році він разом із Германом Гуттером та Альбрехтом Верштайном заснував торгову компанію Hutter Trade та видавництво ігор HUCH! & friends; у 2007 році разом із Генрі Баком та Фолькером Маасом — видавництво ігор Chili Spiele.

## Нагороди
- Spiel des Jahres
  - нім. Bausack: список номінантів 1988
  - нім. Zicke Zacke Hühnerkacke: Спеціальна премія «Дитяча гра» 1998
  - нім. Zapp Zerapp (разом із Гайнцом Майстером): номінація 2001
  - нім. Beppo der Bock (разом із Петером Шакетом): Kinderspiel des Jahres 2007

- Deutscher Spiele Preis
  - нім. Flußpiraten (Річкові пірати): 9 місце 1991
  - нім. Zapp Zerapp: Deutscher Kinderspiele Preis 2001

- À-la-carte-Kartenspielpreis
  - нім. Das Hornberger Schießen (Горнберзька стрілянина): 5 місце 1994

- MinD-Spielepreis
  - нім. Professor Pünschge: MinD-Spieletipp 2011